# Autostrada A21 (Belgio)
L'Autostrada A21 belga parte da Ranst, fino ad arrivare al confine con i Paesi Bassi, congiungendosi con la Rijksweg 67; è lunga 48 km.

## Percorso
|      |                                            |        |                |  |  |
| Tipo | Indicazione                                | Uscita | Strada europea |  |  |
|      | Barriera Ranst                             |        |                |  |  |
|      | Oelegem                                    | 19     |                |  |  |
|      | Zoersel                                    | 20     |                |  |  |
|      | Area di parcheggio "Vorselaar"             |        |                |  |  |
|      | Lille                                      | 21     |                |  |  |
|      | Beerse                                     | 22     |                |  |  |
|      | Area di servizio "Gierle"                  |        |                |  |  |
|      | Turnhout-West                              | 23     |                |  |  |
|      | Turnhout-Centrum                           | 24     |                |  |  |
|      | Area di parcheggio "Oud-Turnhout"          |        |                |  |  |
|      | Oud-Turnhout                               | 25     |                |  |  |
|      | Retie                                      | 26     |                |  |  |
|      | Area di parcheggio "Postel"                |        |                |  |  |
|      | Rijksweg 67 Confine di Stato - Paesi Bassi |        |                |  |  |